# Ааронсбург (округ Сентр, Пенсільванія)
Ааронсбург (англ. Aaronsburg) — переписна місцевість (CDP) в США, в окрузі Сентр штату Пенсільванія. Населення — 593 особи (2020).

## Географія
Ааронсбург розташований за координатами 40°54′15″ пн. ш. 77°27′5″ зх. д. / 40.90417° пн. ш. 77.45139° зх. д. (40.904228, -77.451282).  За даними Бюро перепису населення США в 2010 році переписна місцевість мала площу 2,30 км², уся площа — суходіл.

## Демографія
Згідно з переписом 2010 року, у селищі мешкало 613 осіб у 240 домогосподарствах у складі 175 родин. Густота населення становила 267 осіб/км².  Було 257 помешкань (112/км²).
Расовий склад населення:
| - 99,2 % — білих - 0,2 % — вихідців з тихоокеанських островів - 0,2 % — чорних або афроамериканців |

До двох чи більше рас належало 0,3 %. Частка іспаномовних становила 0,5 % від усіх жителів.
За віковим діапазоном населення розподілялося таким чином: 24,1 % — особи молодші 18 років, 59,3 % — особи у віці 18—64 років, 16,6 % — особи у віці 65 років та старші. Медіана віку мешканця становила 40,9 року. На 100 осіб жіночої статі у селищі припадало 105,0 чоловіків;  на 100 жінок у віці від 18 років та старших — 99,6 чоловіків також старших 18 років.
Середній дохід на одне домашнє господарство  становив 54 511 долар США (медіана — 52 708), а середній дохід на одну сім'ю — 52 194 долари (медіана — 53 854). За межею бідності перебувало 8,5 % осіб, у тому числі 20,2 % дітей у віці до 18 років та 0,0 % осіб у віці 65 років та старших.
Цивільне працевлаштоване населення становило 245 осіб. Основні галузі зайнятості: освіта, охорона здоров'я та соціальна допомога — 28,6 %, науковці, спеціалісти, менеджери — 14,7 %, будівництво — 12,2 %, мистецтво, розваги та відпочинок — 11,4 %.